# クロコノマチョウ
クロコノマチョウ（黒木間蝶、Melanitis phedima）は、チョウ目タテハチョウ科ジャノメチョウ亜科に分類されるジャノメチョウの一種。

## 特徴
ジャノメチョウ亜科の中でもこれらコノマチョウの仲間は特に異端であり、他にはシロチョウ科にしかない「脚の爪が二分する」形態を持つ。
静止時に翅を開かないのはジャノメチョウ科らしい点である。
気温も下がった薄暮時には水を得た魚のように活発に活動する。
日中の成虫は里山の疎林や開けた竹林の枯れ草や落ち葉の間に息を潜める。
森林性が強く、茶色一色にしか見えない地味な模様と、不整合な飛び方は蛾を思わせる。チョウを見慣れていない人が本種を見てもほとんどが蛾だと思うであろう。捕獲して翅を開いてみると前翅表の上端に大きな崩れた蛇の目が見える。
夏型と秋型があり、夏型は秋型と比べて比較的黒っぽく、翅裏には小さな蛇の目模様が並ぶ。秋型は翅裏が枯葉模様になり翅の縁が尖る。

## 生態
幼虫は、まばらに生えたジュズダマ等の葉に密着している。緑色の保護色で、揺らしても動くことは少ない。食草が密生する場所では、生息が確認できない。里山の道ばたや畑の一角に茂る一抱えほどの株に数十頭が生息している。株全体を食べ尽くすほどは群生しない上、葉の片方を食べることが多いので、見慣れないと幼虫の発生を見落としてしまう。薄暮時に活発に飛翔する成虫の特性から、ジュズダマ等の密集地では飛翔中に葉との接触が避けられないので、ぽつんと離れた株に産卵する。このため、カヤネズミ等天敵の捕食からも逃れられる。
成虫は、晩秋の気温も下がった(7～8℃)薄暮時にも水を得た魚のように活発に活動する。
飛翔力は強く樹間を巧みにすり抜けたり、常緑樹を高速で飛び超えたりして、樹液や熟した柿の汁を吸いに巡回する。熟し柿を見つけるとかなり暗くなってから定時に飛来する。強い照明には落下するように逃れるので、視認や捕獲にはそれなりの技術と綿密な事前調査を要する。 
日中は、樹間の地面近くで休息することが多く、保護色を過信しているようで、見つければ比較的容易に素手でも捕まえられる。 
多くの成虫は里山の疎林や開けた竹林の枯れ草や落ち葉の間に生息する。
食草周辺は、枯れてしまうので、越冬は成虫が樹間や竹林の落ち葉の間でする。
このため、比較的低温でも飛翔できるが、積雪地帯での越冬は難しい。暖冬が続く近年は関東地方まで分布圏を北上させている。
幼虫の食草はススキ、ジュズダマなどのイネ科単子葉植物。蛹は丸い垂蛹を形成する。越冬態は成虫である。
薄暗い森林でよく見られる。光を好まないのか、食草が多分に生えていても疎林や人家周辺ではあまり見られない。
日本国内では本州以南で見られるが、沖縄にはほとんどいない。

## 近縁種
ウスイロコノマチョウ M. leda
暖地性の蝶で、九州北部以北は土着していないが、迷蝶として本土飛来するケースが比較的多く、過去に北海道でも観察されている。暖冬続きなら関西地区でも普通に発生する。